# Moss Bluff
Moss Bluff ist eine Siedlung auf gemeindefreiem Gebiet im Calcasieu Parish im US-amerikanischen Bundesstaat Louisiana. Zu statistischen Zwecken ist der Ort zu einem Census-designated place (CDP) zusammengefasst worden. Das U.S. Census Bureau hat bei der Volkszählung 2020 eine Einwohnerzahl von 12.522 ermittelt.

## Geografie
Moss Bluff liegt im Südwesten Louisianas am Ufer des Calcasieu River, unweit von dessen Mündung in den Calcasieu Lake. Die Grenze zu Texas befindet sich rund 50 km westlich. Die geografischen Koordinaten von Moss Bluff sind 30°18′10″ nördlicher Breite und 93°11′27″ westlicher Länge. Moss Bluff erstreckt sich über eine Fläche von 40,9 km².
Benachbarte Orte von Moss Bluff sind Lake Charles (am gegenüberliegenden Ufer des Calcasieu River an der südlichen Ortsgrenze), Westlake (13,8 km südwestlich), Sulphur (25,3 km westsüdwestlich), Ragley (26,7 km nördlich) und Iowa (24,8 km ostsüdöstlich).
Die nächstgelegenen Großstädte sind Lafayette (122 km östlich), Louisianas Hauptstadt Baton Rouge (211 km in der gleichen Richtung), Shreveport (290 km nördlich), Beaumont in Texas (106 km westlich) und Texas’ größte Stadt Houston (242 km in der gleichen Richtung).

## Verkehr
Der U.S. Highway 171 verläuft in Nord-Süd-Richtung als Hauptstraße durch Moss Bluff. Im Zentrum zweigt der Louisiana Highway 378 nach Westen ab. Alle weiteren Straßen sind untergeordnete Landstraßen, teils unbefestigte Fahrwege sowie innerörtliche Verbindungsstraßen.
Mit dem Lake Charles Regional Airport befindet sich 27 km südlich der nächste Regionalflughafen. Der nächstgelegene internationale Großflughafen ist der George Bush Intercontinental Airport in Houston (258 km westlich).

## Bevölkerung
Nach der Volkszählung im Jahr 2010 lebten in Moss Bluff 11.557 Menschen in 4201 Haushalten. Die Bevölkerungsdichte betrug 282,6 Einwohner pro Quadratkilometer. In den 4201 Haushalten lebten statistisch je 2,75 Personen.
Ethnisch betrachtet setzte sich die Bevölkerung zusammen aus 90,0 Prozent Weißen, 6,0 Prozent Afroamerikanern, 0,5 Prozent amerikanischen Ureinwohnern, 1,0 Prozent Asiaten sowie 0,8 Prozent aus anderen ethnischen Gruppen; 1,6 Prozent stammten von zwei oder mehr Ethnien ab. Unabhängig von der ethnischen Zugehörigkeit waren 2,9 Prozent der Bevölkerung spanischer oder lateinamerikanischer Abstammung.
28,3 Prozent der Bevölkerung waren unter 18 Jahre alt, 61,2 Prozent waren zwischen 18 und 64 und 10,5 Prozent waren 65 Jahre oder älter. 51,3 Prozent der Bevölkerung war weiblich.

Das mittlere jährliche Einkommen eines Haushalts lag bei 62.013 USD. Das Pro-Kopf-Einkommen betrug 27.020 USD. 8,3 Prozent der Einwohner lebten unterhalb der Armutsgrenze.